# Кутузовский переулок
Куту́зовский переу́лок — переулок, расположенный в Западном административном округе города Москвы на территории района Дорогомилово.

## История
Переулок получил своё название в 1912 году (по другим данным — в 1925 году) по Кутузовской слободе, по территории которой проходит.

## Расположение
Кутузовский переулок проходит на юго-восток от Кутузовского проспекта до Студенческой улицы. Нумерация домов начинается от Кутузовского проспекта.

## Примечательные здания и сооружения
По нечётной стороне:
По чётной стороне:

## Транспорт

### Наземный транспорт
По Кутузовскому переулку не проходят маршруты наземного общественного транспорта. Вблизи северного конца переулка, на Кутузовском проспекте, расположены остановки «Улица Дунаевского» и «Метро „Кутузовская“» автобусов м2, м7, н2, 297, 116, 157, 205, 454, 474, 477, 840.

### Метро
- Станция метро «Кутузовская» Филёвской линии — западнее переулка, у пересечения Кутузовского проспекта и Третьего транспортного кольца
- Станция метро «Студенческая» Филёвской линии — юго-восточнее переулка, на Киевской улице

### Железнодорожный транспорт
- Станция МЦК «Кутузовская» — западнее переулка, на пересечении Кутузовского проспекта и Третьего транспортного кольца
- Платформа «Кутузовская» Калужско-Нижегородского диаметра — западнее переулка, на пересечении Кутузовского проспекта и Третьего транспортного кольца